# Barraiya
Barraiya – w mitologii australijskich Aborygenów starzec, który umożliwił narodziny istot żywych przez przebicie ciała Eingany, Wielkiej Matki-Ziemi, inicjując porządek biologicznego życia i różnicowania się gatunków.
W aborygeńskim micie o czasie stworzenia (Bieingana) Barraiya pojawia się jako wędrowiec, który dociera do miejsca, gdzie Eingana – pierwsza istota, utożsamiana z wężem – jęczy i wije się, będąc ciężarna wszystkimi formami istnienia. Rozpoznając konieczność działania, Barraiya przebija ją włócznią w okolicy odbytu, co powoduje wypływ krwi, a wraz z nią wydobycie się ludzi i zwierząt. Dzięki temu czynowi porządek narodzin ulega przemianie – odtąd istoty mogą przychodzić na świat przez ciało, a nie przez usta. Uwolnione stworzenia zostają rozproszone i zróżnicowane przez dingo Kandaguna, który rozdziela je na plemiona i gatunki. Po dokonaniu przełomowego aktu Barraiya wraca do miejsca zwanego Barraiyawim, maluje swój wizerunek na skale i przemienia się w modroskrzydłego kukaburę. W micie pełni funkcję sprawczą – jego działanie umożliwia zaistnienie obecnego porządku życia.